# 기온

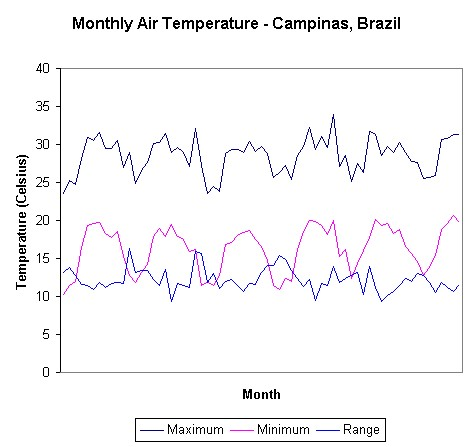
브라질 캄피나스의 월별 기온의 평균 최대, 최소 (2001년 1월 ~ 2006년 7월)

기온(氣溫)은 공기의 온도를 말한다. 국제적 기준으로는 지상으로부터 1.25m에서 2m 사이에 있는 공기의 온도를 말하며, 대한민국에서는 지면으로부터 1.5m 높이에서 측정한 공기의 온도를 말한다.
기온의 측정은 실외에서는 대체로 백엽상 내의 온도계를 이용하며, 상공에서는 철탑에 온도계를 부착시키거나 그 이상의 높이는 체류 기구나 라디오 존데를 이용한다. 국제 단위계(SI)의 기본 온도 단위는 기호 K를 지니는 켈빈이다.

## 같이 보기
- 연간 평균 기온에 따른 나라 목록
- 기온 감률